# Beauvois-en-Cambrésis

Beauvois-en-Cambrésis este o comună în departamentul Nord, Franța. În 1 ianuarie 2022 avea o populație de 1.948 de locuitori.